# Josefina Oliva Teixell
Josefina Oliva Teixell, de casada Josefina Oliva de Coll, (Reus, 10 de marzo de 1912-Ciudad de México, 19 de marzo de 2007) fue una geógrafa, arqueóloga e historiadora española, exiliada en México tras la guerra civil.

## Trayectoria
Hija de Francisca Teixell Marcó y José Oliva Vilanova. En 1933, se licenció en Geografía e Historia por la Universidad de Zaragoza y fue profesora de Geografía en institutos de la Seo de Urgel, en Lérida, y de Barcelona. Se casó con el abogado Antonio Coll Maroto, militante del Partido Socialista Obrero Español (PSOE).
En 1939, cuando las tropas golpistas entraron en Cataluña, el matrimonio huyó primero a París, y tras la ocupación nazi, a Marsella. Después, embarcaron en el buque Alsina en el que viajaba el presidente de la Segunda República, Niceto Alcalá-Zamora, con dirección a la isla Martinica. Desde allí, su objetivo era llegar a Río de Janeiro pero el gobierno francés de Vichy denegó al barco la documentación para atravesar el Atlántico y se vieron obligados a permanecer en Dakar (Senegal) varios meses, donde dio a luz a su hija Atlántida.
A finales de julio, el buque Alsina desembarcó en Casablanca (Marruecos) y la familia consiguió partir hacia México, vía Nueva York, a bordo del buque Monterrey, llegando a Veracruz el 15 de octubre de 1941. A su llegada a México, en la ficha del registro de extranjeros (RIEM), indicaron como persona de referencia a Indalecio Prieto. En el exilio, la familia recibió las ayudas de la Junta de Auxilio a los Republicanos Españoles (JARE).
En 1945, su interés por la arqueología mexicana le llevó a ingresar como alumna en la Escuela Nacional de Antropología e Historia (ENAH), donde conoció a la antropóloga italiana Laurette Sejourné,  con la que colaboró traduciendo a español algunos de sus libros: Terra Ignota: la Geografía de América Latina a Través de Cronistas de los siglos XVI y XVII (1986) y La resistencia indígena ante la conquista (1991).
En los años 50, De Col ingresó en la Academia Hispano-Mexicana y en la Escuela Nacional Preparatoria. Años después, se nacionalizó mexicana. En 1966, regresó a Reus para visitar a su hija y contactó con Salvador Vilaseca, prehistoriador de reconocido prestigio y antiguo colaborador de Bosch Gimpera, surgiendo una gran amistad. Además, colaboró en diversas publicaciones con Marcel Santaló, Nociones de geografía física (1958), Geografía física y humana (1965) antes de escribir sus propias obras.
En 1983, participó en la preparación de la exposición titulada El exilio español en México, organizada en Madrid por el Ministerio de Cultura y por diversas instituciones mexicanas y de exiliados españoles. Acabó su actividad profesional en 1987. Su hija, María Francisca Atlántida, también es geógrafa, ejerce como profesora de la Universidad Nacional Autónoma de México (UNAM).
Falleció en Ciudad de México a los 95 años en 2007.

## Publicaciones
- 1958: Nociones de geografía física, coautora con Marcelo Santaló.
- 1965: Geografía física y humana, coautora con Marcelo Santaló.
- 1986: Terra Ignota: la Geografía de América Latina a Través de Cronistas de los siglos XVI y XVII.
- 1988: El universo y sus misterios: Introducción a la astronomía.
- 1991: La resistencia indígena ante la conquista. [7]

## Reconocimientos
Forma parte del proyecto Mujeres Investigadoras en los Archivos Estatales (1900-1970) del Ministerio de Cultura. Busca visibilizar a las investigadores que han desarrollado su labor en alguno de los nueve archivos competencia de dicho ministerio entre los años 1900 y 1970: Archivo Histórico Nacional, el Archivo de la Corona de Aragón, el Archivo General de Simancas, el Archivo General de Indias, el Archivo de la Real Chancillería de Valladolid, el Archivo General de la Administración y el Centro de Información Documental de Archivos.